# Sulz im Weinviertel
Sulz im Weinviertel är kommun  i Österrike. Den ligger i distriktet Gänserndorf i förbundslandet Niederösterreich. Kommunens huvudort, Obersulz, ligger 40 km nordost om huvudstaden Wien. 
Kommunen består av fyra orter (Ortschaften) (inom parentes invånarantal 1 januari 2024):
- Erdpreß (213)
- Nexing (50)
- Niedersulz (384)
- Obersulz (586)